# Daurische Landschaften
Die Daurischen Landschaften (russisch Ландшафты Даурии Landšafty Daurii) sind seit 2017 ein transnationales, serielles UNESCO-Naturerbe der Mongolei und der Russischen Föderation. Zum Welterbe wurden dadurch mehrere Naturschutzgebiete im Norden der Ökoregion Daurische Steppe. Eine Erweiterung um Gebiete in der Volksrepublik China wurde angeregt. Die drei Anrainerstaaten Mongolei, Russland und China kooperieren seit 1994 im Rahmen des Dauria International Protected Area Agreement.

## Geschichte
Die Ökoregion Daurische Steppe ist weltweit die einzige Region, in welcher der Übergang vom zirkumborealen Taigawald-Biom zum gemäßigten kontinentalen Steppen-Biom völlig ungestört stattfindet.
Das Sun-Torej-Seengebiet ist auf russischer Seite weitgehend frei von menschlichen Eingriffen geblieben, nur als Jäger und Fischer kamen Menschen hierhin. Anders die Steppengebiete: etwa 20 % wurden umgepflügt und der Rest als Weideland beziehungsweise zur Heugewinnung genutzt. Auf mongolischer Seite war das Mongol-Daguur-Gebiet bis in die 1940er Jahre nur dünn besiedelt. Die wenigen Menschen betrieben eine traditionelle Viehzucht. Veränderungen brachte der Bau der grenzüberschreitenden Eisenbahnlinie Tschoibalsan – Borsja im Jahr 1939. Nun entstanden der Grenzort Ereenzaw und eine landwirtschaftliche Genossenschaft im Sum Tschuluunchoroot. Sie bewirtschaftete 20.000 Hektar Land und hatte für die Mongolei nationale Bedeutung; mit dem Übergang zur Marktwirtschaft wurde sie aufgegeben. Seitdem liegt das Land brach.

## Teile des Welterbegebietes
Das serielle Welterbe umfasst folgende Naturschutzgebiete:

### Auf dem Gebiet der Russischen Föderation
Standort
1. Daurisches Nationales Biosphärenreservat (49.764 Hektar)
2. Pufferzone dieses Biosphärenreservates (117.690 Hektar)
3. Naturschutzgebiet der Föderation „Dseren-Tal“ (111.568 Hektar). Dseren (дзерэн) ist die russische Bezeichnung der Mongolischen Gazelle.

### Auf dem Gebiet der Mongolei
Standort
1. Mongol Daguur, Teil A (87.780 Hektar)
2. Mongol Daguur, Teil B (15.236 Hektar)
3. Pufferzone dieser Naturschutzgebiete (477.064 Hektar)

## Brutvögel
Das Sun-Torej-Seengebiet (Russland) hat besondere Bedeutung als Brutgebiet für einige weltweit stark gefährdete Vogelarten.
- Schwanengans Cygnopsis cygnoides (13.400 Individuen, 17 % der weltweiten Population)
- Großtrappe, Unterart Otis tarda dybowskii (150 Individuen, 13 %)
- Reliktmöwe Larus relictus (2.430 Individuen, 20 %)
- Nonnenkranich Grus leucogeranus (32 Individuen, 1 %)
- Weißnackenkranich Grus vipio (240 Individuen, 4 %)
- Mönchskranich Grus monacha (1.250 Individuen, 12 %).[3]

Darüber hinaus ist das Seengebiet als Rastplatz für nicht brütende Zugvögel wichtig. In großen Zahlen werden beispielsweise Individuen folgender Vogelarten hier angetroffen: Zwergschwan Cygnus bewickii/columbianus, Rostgans Tadorna ferruginea, Tafelente Aythya ferina, Sibirischer Goldregenpfeifer Pluvialis fulva, Bruchwasserläufer Tringa glareola, Seeregenpfeifer Charadrius alexandrinus, Rotkehlstrandläufer Calidris ruficollis, Sumpfläufer Limicola falcinellus und Zwergbrachvogel Numenius minutus.

## Säugetiere

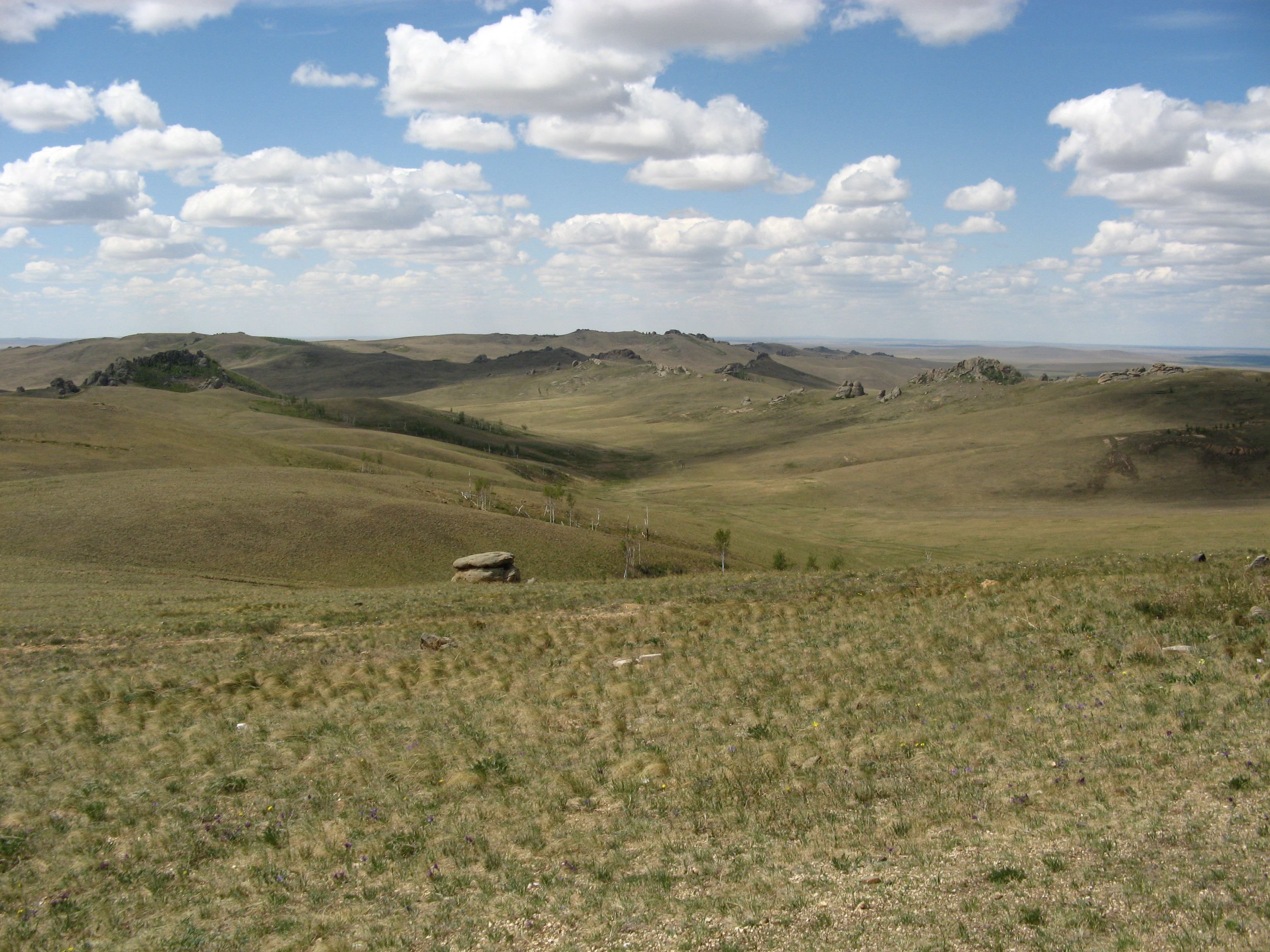
Daurisches Nationales Biosphärenreservat

Fast alle Säugetierarten, die in dieser Region heimisch sind, sind im ausgewiesenen Schutzgebiet zahlreich vertreten. Besonders artenreich sind die Ordnungen der Nagetiere und der Raubtiere.
Sechs endemische und subendemische Spezies des Mongolisch-Daurischen Habitats sind im Naturerbegebiet Daurische Landschaften zu finden:
- Daurischer Ziesel Spermophilus dauricus
- Brandts Mongolische Wühlmaus Lasiopodomys brandtii
- Daurischer Igel Mesechinus dauuricus
- Daurischer Blindmull Myospalax aspalax
- Daurischer Zwerghamster Cricetulus pseudogriseus
- Mongolische Gazelle Procapra gutturosa. „Diese emblematische Art Zentralasiens gehört zu den letzten wandernden Huftierarten Asiens und hält sich insbesondere in den Sommer- und Herbstmonaten in dem Gebiet der Welterbestätte auf.“[5] Zwei relativ große lokale Gruppen wurden im Sun-Torej-Seengebiet nach 2001 beobachtet, die Gesamtzahl wurde für 2012 auf 5000 bis 6000 Individuen geschätzt. Eine weitaus größere Zahl, bis zu 120.000 Tiere, durchziehen während der Winterwanderung alljährlich das Naturerbegebiet. Dieses stellt die einzige verbliebene Passage der Mongolischen Gazelle zwischen der Mongolei und Russland dar.[6]

## Welterbe-Kriterien

### Kriterium IX
Die Daurischen Landschaften bieten wegen der unterschiedlichen Klimabedingungen – von kalt-feuchtem Taigawaldklima zu kontinentalem semi-ariden Steppenklima – eine Vielfalt an Ökosystemen. Zyklen von Trocken- und Nässeperioden wechseln sich ab. So sind die Daurischen Landschaften ein „außergewöhnlicher Schauplatz evolutionärer Anpassungsprozesse.“

### Kriterium X
Die Daurischen Landschaften leisten einen wichtigen Beitrag zum weltweiten Biodiversitätsschutz. Mehrere gefährdete Tierarten sind hier beheimatet. Die Seen und Feuchtgebiete sind Rastgebiet auf dem Ostasiatisch-Australasiatischen Vogelzugweg.